# M/S Aurelia
Ej att förväxla med finländska R/V Aurelia

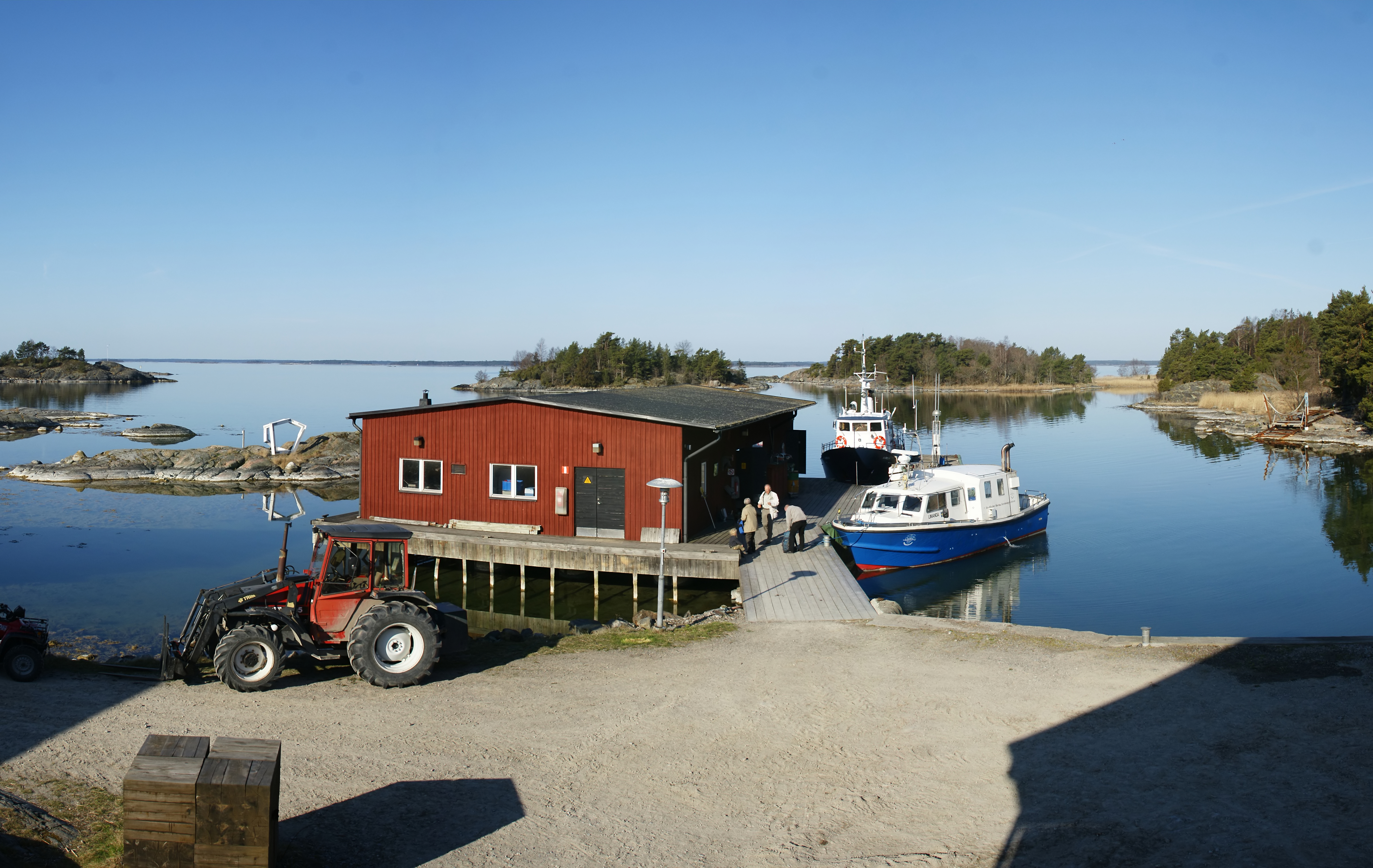
R/V Aurelia längst bort, vid Askölaboratoriet 2009

M/S Aurelia är ett tidigare svenskt isförstärkt forskningsfartyg, som ägdes av Stockholms universitet och tjänstgjorde vid Askölaboratiet. Hon har sitt namn efter öronmaneten, vilken lever också i det bräckta vattnet i Östersjön.
Aurelia byggdes 1973 av Lidwall & Söner i Leksand.
Hon tjänstgjorde fram till 2017, då hon ersattes av R/V Electra af Askö. Hon såldes till Krokholmens sjötrafik AB på Arholma, som bedriver gods- och passagerartrafik i Stockholms skärgård och byggdes om 2019 av Öregrund Marine Service AB i Öregrund.